# Lachówka (potok)
Lachówka – potok, lewy dopływ Stryszawki o długości 12,9 km i powierzchni zlewni 79,67 km². 
Źródła potoku znajdują się na wysokości około 600 m n.p.m. na północno-wschodnich stokach góry Wytrzyszczon (742 m). Spływa w północno-wschodnim kierunku dnem szerokiej doliny, której orograficznie prawe zbocza tworzy Pasmo Przedbabiogórskie (Pasmo Jałowieckie), a lewe Pasmo Pewelskie. Obydwa według opracowanej przez Jerzego Kondrackiego regionalizacji Polski należą do Beskidu Makowskiego. Lachówka płynie przez miejscowość Lachowice w gm. Stryszawa, pow. suskim, woj.małopolskim. W sąsiedniej miejscowości Stryszawa przyjmuje z lewej strony swój największy dopływ – potok Kocońka, po czym uchodzi do Stryszawki na wysokości 369 m n.p.m.. 
Na odcinku od przyjęciu Kocońki do swego ujścia do Stryszawki tworzy granicę między Beskidem Makowskim a Beskidem Małym. Lewymi dopływami Lachówki są potoki: Kurówka, Mącznianka, Kocońka, Ustrzyzna, Rzeczka, a prawymi: Pająkówka, Wątrobów Potok, Kapałów Potok, Romiaków Potok.